# Antwerpse waterpolo
Antwerpse waterpolo is de waterpoloafdeling van Koninklijke Antwerpse Zwemclub Scaldis (KAZSc) en de oudste nog bestaande waterpoloclub van België. De club is ontstaan in 1895 als onderdeel van Koninklijke Antwerpse Zwemclub (KAZC). In 1996 besloot de waterpoloafdeling van Koninklijke Zwemclub Scaldis Antwerpen (KZSA) door te gaan onder de vleugels van KAZC.
Antwerpse waterpolo komt uit in de Belgische eerste, tweede en vierde klasse en is tevens vertegenwoordigd in alle jeugdcategorieën. Ze is erkend door de Stad Antwerpen als Topsportclub sinds 2005 dankzij haar focus op jeugdontwikkeling en nationale titels bij zowel de jeugd- als seniorenploegen.

## Geschiedenis
Antwerpse waterpolo heeft een rijke traditie in de sport en heeft door de jaren heen belangrijke spelers, resultaten en evenementen voortgebracht.
Sinds de oprichting van de waterpoloafdeling van KAZC in 1895 streed de club voortdurend mee aan de top van het Belgische waterpolo. Het duurde echter tot 1924 voordat de eerste titel kon worden veroverd. Een grote boost voor het Antwerpse waterpolo, waren immers de Olympische Spelen geweest die in 1920 in de stad werden georganiseerd. Dat evenement, waar de Belgische ploeg zilver behaalde met een significante Antwerpse inbreng, gaf de sport een enorme impuls aan populariteit en organisatie in de stad.
Gedurende de volgende 60 jaar bleef de club aan de top staan met in totaal 23 nationale titels voor de fusie; de laatste in 1987. KAZC veroverde ook 1 maal de Beker van België, in 1990.
Ook de waterpoloafdeling van KZSA deed het niet slecht. Zij werd opgericht in 1948, na afscheuring van moederclub KAZC, en kon sindsdien 3 nationale titels veroveren.
In 1996 besloten de waterpoloafdelingen van KAZC en KZSA opnieuw samen te smelten en door te gaan onder de naam KAZC. Roepnaam van de waterpoloafdeling werd "Antwerpse waterpolo". Zo ontstond de grootste waterpoloclub van België. Drie jaar later fuseerden ook de andere afdelingen van beide clubs en verdween KZSA volledig van het toneel. De nieuwe club ging verder als KAZSc en bleef stamnummer 2 behouden.
Sinds die fusie is Antwerpse waterpolo stevig gaan investeren in de eigen jeugdwerking en is daardoor uitgegroeid tot dé toonaangevende club in België voor wat betreft waterpolo.
Het duurde wel tot 31 jaar na de titel in 1987 voordat de eerste ploeg van Antwerpse waterpolo er opnieuw in slaagde om kampioen te worden. In 2018 werd de 24ste titel gevierd. De enige club die meer Belgische titels haalde, is het ondertussen niet meer bestaande CN Bruxelles met 26.
De Beker van België (georganiseerd sinds het seizoen 1989-1990) werd in totaal nog 5 keer gewonnen, de laatste keer in 2025. Dat brengt het totaal aantal Bekers voor de club op 6.

## Seniorenploegen

### KAZSc A - "Den 1"
De eerste ploeg van Antwerpse waterpolo is sinds de start van de Belgische waterpolocompetitie in 1904 onafgebroken aangetreden in de hoogste afdeling. Ze speelde quasi altijd mee aan de top van het klassement met vele titels als gevolg. Na 1987 duurde het echter 31 jaar tot de nationale titel opnieuw kon veroverd worden. Pas in het seizoen 2017-2018 was dat het geval.
De Beker van België, georganiseerd sinds 1990, werd 6 maal gewonnen (1990, 2000, 2003, 2019, 2022, 2025). Daarnaast was Den 1 tevens nog 5 keer verliezend finalist (1993, 2002, 2004, 2008, 2024), wat betekent dat de club in maar liefst 1/3e van de Bekercompetities de finale wist te spelen.

#### Ploeg 2025-26
| Nr.             | Nat.                               | Naam                       |
| --------------- | ---------------------------------- | -------------------------- |
| Keepers         |                                    |                            |
| 1               | Vlag van België                    | Zeb Dupon                  |
| 13              | Vlag van België · Vlag van Rusland | Yaroslav Cherednikov       |
| Veldspelers     |                                    |                            |
| 2               | Vlag van België                    | Michiel D'hooghe           |
| 3               |                                    |                            |
| 4               |                                    |                            |
| 5               | Vlag van België                    | Luka Pannecoucke           |
| 6               |                                    |                            |
| 7               | Vlag van België                    | Lertn Lemmens              |
| 8               | Vlag van België · Vlag van Polen   | Oskar Maksymiuk            |
| 9               |                                    | Victor Thomas              |
| 10              |                                    |                            |
| 11              | Vlag van België                    | Arthur Vandaele            |
| 12              | Vlag van België                    | Bo Tignol Junior           |
| 14              | Vlag van België                    | Eben Lemmens               |
| Coach           |                                    |                            |
| T1              | Vlag van Spanje                    | Luis Ramón Lalinde Sánchez |
| Assistent Coach |                                    |                            |
| T2              |                                    |                            |

#### Palmares
- Landskampioen (24) KAZC (Koninklijke Antwerpse ZwemClub) - na 1996 KAZSc (Koninklijke Antwerpse Zwemclub Scaldis)

1924, 1925, 1926, 1928, 1930, 1932, 1934, 1950, 1951, 1952, 1955, 1956, 1959, 1960, 1962, 1970, 1971, 1972, 1976, 1982, 1985, 1986, 1987, 2018
- Landskampioen (3) KZSA (Koninklijke Zwemclub Scaldis Antwerpen)

1973, 1974, 1975
- Bekerwinnaar (6) KAZC (Koninklijke Antwerpse ZwemClub) - na 1996 KAZSc (Koninklijke Antwerpse Zwemclub Scaldis)

1990, 2000, 2003, 2019, 2022, 2025.

### KAZSc L (Dames)
De Damesploeg van Antwerpse waterpolo kent een rijke geschiedenis en was zelfs lange tijd de enige damesploeg in competitie. Zij traden toen aan in de kadettenreeks (u17).
Sinds de heropstart van de Belgische damescompetitie in 2006 zijn zij dan ook een vaste waarde met onmiddellijk een eerste titel. Ook de jaren daarna bleef de damesploeg aan de top van de competitie meespelen.
Na de Bekerwinst in 2014, werd afscheid genomen van een generatie ervaren speelsters en begon de opbouw met eigen talentvolle jeugd om in te toekomst opnieuw bij de top te kunnen horen.

#### Palmares
- Landskampioen (1) Kindervreugd

2007
- Bekerwinnaar (1) Jespo Antwerpen

2014

#### Ploeg 2024-25
| Nr.          | Nat.                                | Naam                  |
| ------------ | ----------------------------------- | --------------------- |
| Keepers      |                                     |                       |
| 1            | Vlag van België                     | Sammy Van Peteghem    |
| Veldspelers  |                                     |                       |
| 2            | Vlag van Spanje                     | Raquel Sanjurjo López |
| 3            | Vlag van België · Vlag van Oekraïne | Emilia Frantsuk       |
| 4            | Vlag van België                     | Katrien Van Sprundel  |
| 5            | Vlag van België                     | Maud Cloetens         |
| 6            | Vlag van België                     | Esti De Boever        |
| 7            | Vlag van Nederland                  | Lieke van Amsterdam   |
| 8            | Vlag van België                     | Corinne Heyrman       |
| 9            | Vlag van België                     | Geike Dams            |
| 10           | Vlag van België                     | Iris van Lieshout     |
| 11           | Vlag van België · Vlag van Slovenië | Yelena Lah            |
| 12           | Vlag van België                     | Mayenne Pauwels       |
| 13           | Vlag van België                     | Merel Scheerlinck     |
|              | Vlag van België                     | Sofie Livens          |
|              | Vlag van België                     | Lotte Breugelmans     |
|              |                                     | Marie Shelest         |
|              | Vlag van België                     | Sterre Van Hoey       |
|              | Vlag van België                     | Katleen Van De Poel   |
| Coach        |                                     |                       |
| T1           | Vlag van België                     | Nancy De Muelenaere   |
| Team Manager |                                     |                       |
|              | Vlag van België                     | An Huyghe             |

### KAZSc B "Den 2", C "Den 3" en D "De 4"
Antwerpse waterpolo beschikt tevens over een tweede, derde en vierde ploeg, welke respectievelijk in de tweede en vierde klasse uitkomen. Den 2 is vooral bedoeld als primaire opleidingsploeg en opstapje naar Den 1.
Bij Den 3 en De 4 staat het plezier voorop. Deze ploegen verzamelen ervaren spelers die wel wedstrijden willen spelen, maar minder willen trainen, met jonge spelers die nog niet in Den 1 of Den 2 terecht kunnen.

## Jeugdopleiding
De basis van Antwerpse waterpolo is de continue focus op de eigen jeugdopleiding en talentontwikkeling. Er is een bewuste strategie om eigen spelers zo veel mogelijk door te laten groeien naar de eerste ploeg. Daarnaast wordt er vooral gefocust op spelplezier, waardoor ook spelers zonder de ambitie op een plaats bij Den 1 in de club terecht kunnen om vol plezier van hun hobby te kunnen genieten.
Die focus op jeugdopleiding zat reeds sinds de start van de club in het DNA. Zowel KZSA als KAZC hebben steeds een doorgedreven jeugdwerking gehad waarin talentvolle jongeren zich konden ontwikkelen tot volwaardige spelers voor de eerste ploeg. Ook na de fusie in 1996 werd besloten om de jeugdzuilen van beide moederclubs naast elkaar te laten bestaan. Er werd een intensieve samenwerking opgestart om zoveel mogelijk Antwerpse jeugd met waterpolo te laten kennismaken. Het inzetten op eigen jeugd had als doel jeugdspelers uit eigen rangen te laten doorgroeien naar de eerste ploeg.  Het resultaat is vandaag zichtbaar met een eerste ploeg die grotendeels uit eigen jeugdspelers bestaat. KAZSc jeugd en Jespo zijn ook nog steeds prominent aanwezig in alle jeugdcompetities.
KAZSc is steevast vertegenwoordigt in de nationale jeugdselecties en strijdt (met soms meerdere teams) mee in alle jeugdcategorieën.

## Europese deelnames
Naast de talrijke nationale titels, heeft Antwerpse waterpolo ook altijd internationale ambities getoond. Enerzijds om de spelersgroep te belonen voor hun uitstekende resultaten, anderzijds om via internationale competities het eigen niveau op te krikken. Zo werd in het verleden onder andere deelgenomen aan de Europese Beker voor Bekerwinnaars (laatste keer in 2000).

### EU Nations Cup 2018
Na jaren van afwezigheid op het internationale toneel, werd na de titel in het seizoen 2017-2018 beslist om opnieuw deel te nemen aan een Europees tornooi. De eerste ploeg trok naar de EU Nations Cup in Praag, een B-tornooi voor landskampioenen. Hier werden zeer goede resultaten neergezet, met een 5de plaats op 10 deelnemende teams.
| Thuisploeg          | Uitploeg              | Score |
| ------------------- | --------------------- | ----- |
| Antwerpse waterpolo | Cheltenham SWPC       | 3-5   |
| Jarfalla VP         | Antwerpse waterpolo   | 5-13  |
| Antwerpse waterpolo | KVP Piešťany          | 12-4  |
| Antwerpse waterpolo | Los Angeles AC        | 3-13  |
| Antwerpse waterpolo | WPC Zaibas Elektrenai | 10-6  |

### LEN Euro Cup 2019
De bekerwinst in 2019 bracht bevestiging dat de titel in 2018 geen toevalstreffer was. Na een eerste internationale stap in het B-criterium, werd nu de voorronde van de LEN Euro Cup gespeeld in Split (Kroatië). Ook hier toonde de eerste ploeg mooi waterpolo en vooral veel vechtlust. De tegenstanders waren echter van een ander niveau, waardoor geen aanspraak kon gemaakt worden op een overwinning.
| Thuisploeg          | Uitploeg            | Score |
| ------------------- | ------------------- | ----- |
| Antwerpse waterpolo | CE Mediteranni      | 6-19  |
| VK Stari Mornar     | Antwerpse waterpolo | 18-7  |
| Antwerpse waterpolo | CN Mataró           | 7-23  |

### Nordic Waterpolo League 2022-2023
Toen in 2022 opnieuw de Beker werd binnengehaald, startte de zoektocht naar een Europees tornooi waarin de eerste ploeg competitief kon meespelen om zo de ploeg naar een hoger niveau te tillen. Dat werd de Nordic Waterpolo League. De eerste voorronde in Stockholm werd afgesloten met een derde plaats en plaatsing voor de volgende voorronde. Die werd opnieuw in Stockholm gespeeld en gewonnen door de eerste ploeg.
Het Final 8 tornooi werd georganiseerd in Nováky, Slovakije. De semi-profploeg uit Košice was nog te sterk, maar in de plaatsing voor de 5e tot 7e plaats werd gewonnen van SPIF Stockholm. Nadat ook tegen het Finse Turun Uimarit gewonnen werd, eindigde Antwerpse Waterpolo op de 5e plaats.
Als kers op de taart, nam Pieterjan D'hooghe ook nog de titel van topscorer van het Final 8 tornooi mee naar Antwerpen.
| Thuisploeg          | Uitploeg            | Score |
| ------------------- | ------------------- | ----- |
| SPIF Stockholm      | Antwerpse waterpolo | 14-11 |
| Uintiseura Kuhat    | Antwerpse waterpolo | 11-29 |
| Antwerpse waterpolo | Cetus               | 12-11 |

| Thuisploeg          | Uitploeg            | Score |
| ------------------- | ------------------- | ----- |
| Jarfalla Vattenpolo | Antwerpse Waterpolo | 10-13 |
| KVIK Kastrup        | Antwerpse waterpolo | 11-11 |
| Cheltenham SCWP     | Antwerpse Waterpolo | 11-12 |

| Ronde                  | Thuisploeg          | Uitploeg            | Score |
| ---------------------- | ------------------- | ------------------- | ----- |
| 1/8e finale            | Antwerpse waterpolo | SKP MD Košice       | 7-16  |
| 1/4e finale plaats 5-7 | Antwerpse Waterpolo | SPIF Stockholm      | 14-8  |
| 5e plaats              | Turun Uimarit       | Antwerpse Waterpolo | 14-15 |

### Nordic Waterpolo League 2023-2024
Na de eerste deelname aan de Nordic League, was het in 2023-2024 tijd om niet louter deel te nemen, maar ook een groepsfase te organiseren in het Wezenberg zwembad. In die ronde werd gespeeld tegen SPIF Stockholm (versterkt met 2 ex-Olympiërs), De Ham en Turun Uimarut. Deze thuisronde werd onder talrijk opgekomen publiek afgesloten met een derde plaats en een ticket naar groepsfase 2.
Die tweede ronde werd georganiseerd in Berlijn, waar Den 1 uitkwam tegen semi-profploeg Neukölln, opnieuw De Ham en het Tsjechische Kometa Brno. Het spelniveau van de Duitsers lag te hoog, waardoor verloren werd met 15-7. Tegen De Ham speelde Den 1 dan weer op hoog niveau, waardoor een overwinning er bleef in zitten tot op het einde. De Nederlands waren echter niet iets efficiënter en konden het laken naar zich toe trekken. De laatste wedstrijd, tegen Brno, werd wel gewonnen dankzij opnieuw een hoog spelniveau. Zo werd deze groepsfase afgesloten op een derde plaats, wat uitschakeling in de Nordic League betekende, maar wel een ticket opleverde voor de Final 8 van de Nordic Trophy.
Voor die eindronde werd forfait gegeven aangezien die in juni werd georganiseerd en de ploeg voor een groot deel uit studenten bestond die midden in hun examens zaten.
| Thuisploeg          | Uitploeg       | Score |
| ------------------- | -------------- | ----- |
| Antwerpse waterpolo | SPIF Stockholm | 10-11 |
| Antwerpse waterpolo | Turun Uimarit  | 13-5  |
| Antwerpse waterpolo | ZV De Ham ZC   | 6-9   |

| Thuisploeg   | Uitploeg            | Score |
| ------------ | ------------------- | ----- |
| SG Neukölln  | Antwerpse Waterpolo | 15-7  |
| ZV De Ham ZC | Antwerpse waterpolo | 7-6   |
| Kometa Brno  | Antwerpse Waterpolo | 8-10  |

### Nordic Waterpolo League/Nordic Trophy 2024-2025
Aangezien de eerste twee deelnames aan de Nordic League zeer succesvol waren voor de club, werd besloten om ook in het seizoen 2024-2025 deel te nemen. Opnieuw werd de eerste ronde in het Antwerpse Wezenberg zwembad georganiseerd zodat heel de club kon genieten van internationaal waterpolo.
Den 1 kwam uit in een groep met oude bekenden Cetus en De Ham, alsook SGW Koln. Ondanks sterke wedstrijden, werd enkel tegen Koln gewonnen en sloot Antwerpse de eerste groepsronde af op een 3e plaats. Daarmee uitgeschakeld voor de Nordic League en doorverwezen naar de Nordic Trophy.
In die Nordic Trophy werd Antwerpse ingedeeld voor de volgende groepsfase die georganiseerd werd in Turku (Finland). Tegenstanders daar waren Turun Uimarit en Jarfalla Vattenpolo. Den 1 wist hun beide wedstrijden te winnen en zo door te stoten tot het Final 8 tornooi waar gestreden zou worden om de titel.
Op dat tornooi, georganiseerd in Oradea (Roemenië), startte Antwerpen aanvankelijk goed. De kwartfinale werd gewonnen tegen Cheltenham na een beklijvende penaltyreeks. In de halve finale werd het opnieuw opgenomen tegen Cetus. Zij waren echter ook deze keer een maatje te sterk, waardoor Den 1 tegen Oradea mocht strijden voor de bronzen medaille. In die wedstrijd zag het er lange tijd goed uit, tot de thuisploeg in de laatste periode op en over Antwerpse ging. Uiteindelijk werd het tornooi dus afgesloten met een 4e plaats.
| Thuisploeg          | Uitploeg            | Score |
| ------------------- | ------------------- | ----- |
| Cetus               | Antwerpse waterpolo | 8-15  |
| Antwerpse waterpolo | ZV De Ham ZC        | 10-16 |
| Antwerpse waterpolo | SGW Koln            | 21-10 |

| Thuisploeg          | Uitploeg            | Score |
| ------------------- | ------------------- | ----- |
| Turun Uimarit       | Antwerpse waterpolo | 7-13  |
| Antwerpse waterpolo | Jarfalla Vattenpolo | 15-13 |

| Ronde       | Thuisploeg      | Uitploeg            | Score                    |
| ----------- | --------------- | ------------------- | ------------------------ |
| 1/4e finale | Cheltenham SWPC | Antwerpse waterpolo | 9-9 (12-13 na penalties) |
| 1/2e finale | Cetus           | Antwerpse Waterpolo | 12-6                     |
| 3e plaats   | CSU Oradea      | Antwerpse Waterpolo | 14-13                    |

## Toernooien
Antwerpse waterpolo organiseert jaarlijks 4 tornooien met een verschillend doelpubliek om zo Antwerpen als bakermat en zwaartepunt van het Belgische waterpolo in de verf te zetten. Het doel is om een zo breed mogelijk publiek kennis te laten maken met alle niveaus van de sport (als deelnemer of supporter) en de eigen spelers en speelsters alle omkadering te bieden zich te kunnen ontplooien.

### Metropooltornooi "Flanders international"
Dit tornooi werd van 1996 tot en met 2018 jaarlijks het eerste weekend van september georganiseerd in Openluchtzwembad De Molen. Er treden zowel heren-, dames als jeugdteams uit verschillende landen aan die wedstrijdritme op niveau willen opdoen in de laatste rechte lijn naar de competitiestart.
Traditioneel werd er op zaterdagavond een BBQ georganiseerd om het clubgevoel te versterken en als één club naar het komende seizoen toe te leven.

### Internationaal jeugdtornooi "Swa Dams - Felix Tirry"
Het internationaal jeugdtornooi is een samensmelting van de jeugdtornooien van Jespo en KAZSc. Genoemd naar 2 personen die bijzonder veel betekend hebben voor de jeugd in de club, wordt hier waterpolo in alle jeugdcategorieën aangeboden. Net voor de eindronde worden op dit tornooi alle puntjes op de i gezet met als doel het binnenhalen van de titel.

### Wezenberg Winter Waterpolo tornooi
Tussen 2017 en 2019 organiseerde de club tijdens het eerste weekend van het jaar haar internationaal toptornooi. Bedoeld om de eerste ploeg naar een hoger niveau te tillen door tegen Europese subtoppers te kunnen spelen, maar ook om iedereen in België de kans te geven als toeschouwer topwaterpolo live te kunnen zien. 4 ploegen strijden om de titel en spelen telkens 1 maal tegen elkaar gespreid over 2 dagen.

### Nacht van Antwerpse Waterpolo
De Nacht van Antwerpse Waterpolo wordt sinds 2015 elke eerste zaterdag van november georganiseerd en is het enige tornooi van de club waar actieve waterpolospelers niet welkom zijn in het water. Om waterpolo zo breed mogelijk bekend te maken, organiseert Antwerpse waterpolo dit tornooi enkel voor mensen die nog nooit waterpolo gespeeld hebben of al enige tijd gestopt zijn. Er wordt in verschillende categorieën gestreden, al naargelang het niveau (zwemmers/ex-polospelers, teams met enkel mannen, teams met te allen tijde 1 vrouw in het water). De nadruk ligt op het op een zo leuk mogelijke manier kennis te maken met de sport.